# Wydział Psychologii Uniwersytetu Kazimierza Wielkiego w Bydgoszczy
Wydział Psychologii Uniwersytetu Kazimierza Wielkiego w Bydgoszczy – jeden z 17 wydziałów Uniwersytetu Kazimierza Wielkiego w Bydgoszczy.

## Historia
Wydział Psychologii powstał 1 października 2019 roku w ramach przekształcenia z istniejącego Instytutu Psychologii.

## Kierunki kształcenia
- psychologia (studia jednolite magisterskie)[2]

## Struktura organizacyjna
| Katedra                                         | Kierownik                                    |
| ----------------------------------------------- | -------------------------------------------- |
| Katedra Psychologii Klinicznej                  | prof. dr hab. Małgorzata Basińska            |
| Katedra Psychologii Ogólnej i Rozwoju Człowieka | dr Ludmiła Zając-Lamparska, prof. UKW        |
| Katedra Psychologii Osobowości                  | dr hab. Aleksandra Błachnio, prof. UKW       |
| Katedra Psychologii Pracy i Organizacji         | dr hab. Elżbieta Kasprzak, prof. UKW         |
| Katedra Psychologii Społecznej                  | prof. dr hab. Hanna Liberska                 |
| Katedra Psychologii Wychowania                  | dr hab. Beata Ziółkowska, prof. UKW          |
| Katedra Psychologii Zdrowia                     | dr hab. Monika Wiłkość-Dębczyńska, prof. UKW |

## Poczet dziekanów
1. prof. dr hab. Janusz Trempała (2019–2024)
2. dr hab. Alicja Malina, prof. UKW (od 2024)

## Władze Wydziału
W kadencji 2024–2028:
| Stanowisko                 | Imię i nazwisko                  |
| -------------------------- | -------------------------------- |
| Dziekan                    | dr hab. Alicja Malina, prof. UKW |
| Prodziekan ds. kształcenia | dr Maciej Michalak               |